# Pete Nelson
Pete Nelson (Ridgewood, 4 giugno 1962) è un artigiano, scrittore e conduttore televisivo statunitense nonché mastro costruttore di case sull'albero, e dal 2013, conduttore della serie televisiva La mia nuova casa sull'albero.

## Pubblicazioni
- Pete Nelson, David Larkin: Treehouses: The Art and Craft of Living Out on a Limb . Mariner Books, 1994, ISBN 0-395-62949-7 (inglese).
- Pete Nelson: The Treehouse Book . Ed.: David Larkin. Universe, New York 2000, ISBN 0-7893-0411-2 (inglese).
- Pete Nelson, Judy Nelson, David Larkin: Cabanes perchées . Hoëbeke, 2002, ISBN 2-84230-143-9 (francese).
- Pete Nelson, Radek Kurzaj: Treehouses of the World . Harry N. Abrams, 2004, ISBN 0-8109-4952-0 (inglese).